# Noordelijke pad
De noordelijke pad (Anaxyrus boreas) is een Pad uit de familie padden of Bufonidae. De soort werd voor het eerst wetenschappelijk beschreven door Spencer Fullerton Baird en Charles Frédéric Girard in 1852. Oorspronkelijk werd de wetenschappelijke naam Bufo boreas gebruikt. De soort behoorde lange tijd tot het geslacht Bufo.

## Verspreiding en habitat
De noordelijke pad leeft in grote delen van de Verenigde Staten, zuidelijk Canada en noordelijk Mexico. De kikker gedijt in allerlei biotopen in de buurt van water; zo wordt de pad zowel in bossen als kleinere beekjes door woestijnachtige landschappen aangetroffen. Omdat deze soort zoals de meeste echte padden niet erg aan water gebonden is, kan hij ook kilometers van een bron worden gevonden. Het is een nachtdier die tijdens de schemering actief wordt en gaat jagen. Het voedsel bestaat uit alles wat ze op kunnen eten, meestal insecten, wormen en kleine amfibieën. Opmerkelijk is dat in hooggelegen gebieden, waar het voedsel schaarser en de temperatuur koeler is, deze pad dagactief wordt. Ook kan het lichaam, zoals overigens bij wel meer padden, in de winter bevriezen, om in de lente weer gewoon tot leven te komen.

## Uiterlijke kenmerken
De kleur is roest- tot grijsbruin met donkerdere vlekken op het lijf en licht gebandeerde poten. Kenmerkend is de crème-witte rugstreep die een groef vormt op het midden van de rug. Op de rug en flanken zitten vele kleinere wratten, maar sommige wratten zijn erg groot en doen denken aan zweren, de kleur is meestal iets donkerder. De mannetjes hebben een gladdere huid en zijn kleiner dan vrouwtjes.

## Voortplanting
Deze soort kan zich explosief vermenigvuldigen; vrouwtjes leggen duizenden eitjes in een lange sliert. De noordelijke padden kent een zogenaamde 'massa-eiafzet'; de vrouwtjes leggen met honderden tegelijk de eitjes in een enkele poel of sloot. Dit heeft als voordeel dat de predatoren letterlijk overspoeld worden met prooien, waardoor er altijd wel wat kleine padjes tot ontwikkeling komen.

## Bedreigingen
Er is echter ook een nadeel; de alg Saprolegnia ferax tast het embryo aan, waarna deze afsterft. Met name in poelen met grote hoeveelheden eitjes, kan de alg zich razendsnel verspreiden waardoor de vruchtsterfte hoog is. Er is al langer bekend dat een verhoogde UV-B straling de eitjes van amfibieën aantast. Bij deze soort is dat na onderzoek in de Amerikaanse staat Oregon ook daadwerkelijk bewezen door Blaustein in 1994.